# Томская ГРЭС-2
ГРЭС-2 — тепловая электростанция в Томске, структурное подразделение АО «Томская генерация»
Численность персонала — 1179 человек (по состоянию на 2000 год). 6 турбин и 10 котельных агрегатов (котлоагрегатов). Электрическая мощность 331 МВт, тепловая — 815 Гкал/ч. Выброс вредных веществ 1200 тонн в год.

## История
Для обеспечения работы промышленных предприятий, эвакуированных в Томск во время Великой Отечественной войны, в городе не хватало генерирующих мощностей. Строительство ГРЭС-2 началось в мае 1943 года по постановлению Государственного комитета обороны. 28 мая 1945 года ГРЭС-2 дала первый ток, а 1 июня была принята в эксплуатацию. В дальнейшем станция постоянно достраивалась и модернизировалась, была переведена на газ, в 1963 году была включена в Объединённую энергосистему Сибири.
В октябре 2009 года в рамках реализации механизма договоров поставки мощностей (ДПМ), разработанного в ходе реформы РАО «ЕЭС России», была введена в промышленную эксплуатацию турбина Т-50 установленной мощностью 50 МВт и способная производить до 106 Гкал/час тепловой энергии.
Бывшая структура ОАО ТГК-11, с 2015 — подразделение АО «Томская генерация».

### Руководство
- с 2003 директор — Павел Владимирович Новик.
- с 2015 технический директор — Сергей Владимирович Гончаров.

## Топливо
Основным видом топлива на ГРЭС-2 является уголь. До 1980 года станция работала только на угле. В конце 1980-х ГРЭС-2 была подключена к природному газу, и три котла стали работать исключительно на газе. Для работы остальных агрегатов станции использовалась смесь 80 % природного газа и 20 % угля. Это позволило снизить выброс вредных веществ в атмосферу с 50 тысяч тонн до 5 тысяч тонн.
В настоящее время на станции используется как природный газ, так и уголь: уголь в качестве топлива, газ для розжига. Губернатор Томской области Виктор Кресс выступал с предложением перевести станцию полностью на уголь, но его предложение не было поддержано энергетиками. В конце концов, Кресс согласился с газовым вариантом развития станции.

## Золоотвалы
Старый золоотвал ГРЭС-2 был введён в эксплуатацию в 1973 году и находится в долине Ушайки (район в конце ул. Сибирской), и в настоящее время не используется. На нём накоплено 450 тыс. тонн золошлаковых отходов на площади 35,8 га.
Новый золоотвал в долине Малой Киргизки (в районе станции Томск-Северный) введён в эксплуатацию в 1986 году, и сейчас на его площади в 60,9 га накоплено 1251 тыс. тонн отходов (в 2003 году поступило 18,7 тыс. тонн). Данные по состоянию на 2003 год.
| № п/п               | Наименование и тип оборудования | Станционный номер агрегата | Мощность, МВт; теплопроизводительность, Гкал/ч |
| ------------------- | ------------------------------- | -------------------------- | ---------------------------------------------- |
| Турбинные установки |                                 |                            |                                                |
| 1                   | Турбина Т-50-2                  | 2                          | 50                                             |
| 2                   | Турбина Т-43(50)-90-2м          | 3                          | 43                                             |
| 3                   | Турбина Т-43(50)-90-2м          | 5                          | 43                                             |
| 4                   | Турбина ПТ-25-90/10             | 6                          | 25                                             |
| 5                   | Турбина ПТ-60-90/13             | 7                          | 60                                             |
| 6                   | Турбина Т-118/125-130-8         | 8                          | 110                                            |
| Котельные агрегаты  |                                 |                            |                                                |
| 1                   | Котёл БКЗ-220-100-4             | 3                          | 220                                            |
| 2                   | Котёл ТП-230-2                  | 4                          | 230                                            |
| 3                   | Котёл ТП-230-2                  | 5                          | 230                                            |
| 4                   | Котёл ТП-230-2                  | 6                          | 230                                            |
| 5                   | Котёл ТП-230-2                  | 7                          | 230                                            |
| 6                   | Котёл ТП-230-2                  | 8                          | 230                                            |
| 7                   | Котёл БКЗ 220-100-4             | 9                          | 220                                            |
| 8                   | Котёл БКЗ 210—140               | 10                         | 210                                            |
| 9                   | Котёл БКЗ 210—140               | 11                         | 210                                            |
| 10                  | Котёл БКЗ 210—140               | 12                         | 210                                            |